# Charles Christie Graham
Charles Christie Graham (* 22. April 1835 in Cupar, Fifeshire, Schottland; † 27. Dezember 1915 in Dunedin, Neuseeland) war ein schottisch-gebürtiger neuseeländischer Geschäftsmann, Farmer und Politiker aus der Provinz Otago, Südinsel, Neuseeland.

## Frühes Leben
Charles Christie Graham wurde am 22. April 1835 als Sohn des Chirurgen James Moore Graham und seiner Frau Mary Christie in Cupar, der Grafschaft Fifeshire in Schottland geboren und am 8. Juni 1835 getauft. Er erhielt seine Schulbildung im Madras College in St Andrews und wechselte später zur University of Edinburgh.

## Australien
1855 wanderte nach Victoria, Australien aus und arbeitete dort als Kaufmann und im ländlichen Bereich. Zusammen mit seinem Bruder Edward Graham betrieb er von 1858 bis 1870 in Melbourne die Firma Graham Brothers & Company und heiratete am 11. Oktober 1860 in der St. Peter's Church in Melbourne seine Frau Jemima Frances Webster, mit der er später fünf Söhne und sechs Töchter haben sollte.

## Neuseeland
Ende 1866 zog es ihn nach Neuseeland, wo er sich in der Gegend zwischen Ben Lomond (1052 m) und dem Waitaki River im Norden Otagos nieder ließ und zunächst Schafsfarmer wurde. Von 1869 bis 1871 vertrat er den Wahlkreis Oamaru im Repräsentantenhaus und gab zum Ende hin seine Schafsfarm auf, um sich am Rangitīkei River auf der Nordinsel mit der Erzeugung von Flachs zu verdienen. Dort kandidierte er für einen Sitz im Rat der damaligen Provinz Wellington, vertrat den Distrikt Rangitikei und war Vorsitzender einiger Komitees. Nachdem sein Vorhaben mit dem Anbau von Flachs zum Scheitern verurteilt war, zog er nach Wellington, wo er als Angestellter der Stadt arbeitete, Mitglied im Education Board wurde und die Funktion des Sekretärs des Wellington College übernahm. 1883 wurde er zum Magistrat in Wellington und offiziellen Bevollmächtigten für Napier, Nelson, Marlborough und Westland ernannt.
1893 zog Graham nach Dunedin. Dort wurde er Mitglied im ersten Otago University Council (Rat der Universität) und engagierte sich in der Anglican Church, dessen Vorsitzender der Synode er wurde.
Graham verstarb am 27. Dezember 1915 in seinem Haus in der Heriot Row in Dunedin und fand auf dem Friedhof im Stadtteil Andersons Bay seine letzte Ruhestätte.